# Lista de quasares
Este artigo contém uma lista de quasares, Qxxxx±yy usando coordenadas B1950, ou QSO Jxxxx±yyyy usando Coordenadas J2000.
- 2MASS J07491255+5552336
- 3C 9
- 3C 47
- 3C 48
- 3C 75
- 3C 83.1B
- 3C 191
- 3C 212
- 3C 273
- 3C 305
- 3C 390.3
- 3C 449
- PSO167-13
- QSO J1819+3845
- QSO 2237+0305
- Q0957+561
- QSO J0842+1835
- QSO B1637+826
- QSO B0038+328
- QSO B0040+517
- QSO B0104+321
- QSO B0109+492
- QSO B0133+20
- QSO B0210+860
- QSO B0220+427
- QSO B0307+169
- QSO B0316+413
- QSO B0410+110
- QSO B0605+480
- QSO B0651+542
- QSO B0702+749
- QSO B0903+16
- QSO B0917+458
- QSO B0936+361
- QSO B0958+290
- QSO B1003+351
- QSO B1030+585
- QSO B1100+773
- QSO B1203+645
- QSO B1319+428
- QSO B1336+391
- QSO B1409+524
- QSO B1419+419
- QSO B1441+5214
- QSO B1522+546
- QSO B1939+605
- QSO B2121+248
- QSO B2153+377
- QSO B2229+390
- QSO B2243+394